# NGC 111
NGC 111 is een niet-bestaand object in het sterrenbeeld Walvis dat beschreven wordt in de New General Catalogue.
NGC 111 werd in 1886 gelokaliseerd door de Amerikaanse astronoom Francis Preserved Leavenworth.